# Molbohistorie
En molbohistorie er en ældre, fiktiv historie om molboers dumheder.
Molbohistorierne er i dag en form for turistattraktion, og i byen Ebeltoft (som populært kaldes "Mols Hovedstad", selv om den faktisk ligger uden for Mols-området) fortælles historierne på guidede ture rundt i byen.
Molbo-historierne kan i dag købes i bogform i flere forskellige udgaver.

## Tilsvarende fortællinger i andre lande
I andre lande har man også fortalt historier, som svarer til eller direkte ligner molbohistorier. I Tyskland drejer det sig om historier om die Schildbürger, der er indbyggere i den fiktive by Schilda, og som bedriver ting, der ligner molboernes gerninger til forveksling. I England har man: the Wise Men of Gotham. I Sverige kälkborgarna fra Kälkestad.
Molbohistoriernes afløser blev så aarhushistorierne, der er lidt anderledes, og som direkte svarer til, eller måske endog er oversat fra de tyske Ostfriesenwitze, der fortælles om østfriserne, der har hjemme i den nordvestlige del af Niedersachsen.